# Besaia bryki
Besaia bryki är en fjärilsart som beskrevs av Alexander Schintlmeister 1997. Besaia bryki ingår i släktet Besaia och familjen tandspinnare. Inga underarter finns listade i Catalogue of Life.